# Bobo (tijdschrift)
Bobo is een maandelijks Nederlands educatief kindertijdschrift voor kleuters. Het tijdschrift gaat over het blauwe konijn Bobo en wordt in nauwe samenwerking met kinderen en leerkrachten ontwikkeld. Iedere maand wordt er een aansprekend thema behandeld en beleeft speurneus Bobo een nieuw avontuur. Het doel van het blad is om kleuters spelenderwijs nieuwe vaardigheden te leren. 
Het tijdschrift heeft een oplage van 30.000 exemplaren. Bobo is naast Nederland en België ook heel populair in Indonesië, waar de Indonesische versie op kinderen van 6 tot 12 jaar is gericht. De website van Bobo is met meer dan 100.000 unieke bezoekers per maand de meest bezochte kleutersite van Nederland.

## Geschiedenis
Sinds 1968 verschijnt het tijdschrift in Nederland. Het was aanvankelijk een vertaling van de Engelse versie, maar sinds 1975 heeft het blad ook een eigen redactie. Annie M.G. Schmidt, Fiep Westendorp, Francine Oomen en Hans de Beer schreven en tekenden voor het blad. Ook Hetty Heyting is jaren aan het blad verbonden geweest, voornamelijk in de jaren zeventig. Na VNU en uitgeverij Malmberg wordt het blad sinds 2009 uitgegeven door Blink Uitgevers.

## Personages
In het tijdschrift staan strips en verhalen over Bobo, het 'blauwe' konijn. Bobo is een echte speurneus, die steeds nieuwe dingen ontdekt. Bijzonder aan Bobo is dat hij in een grote boomhut leeft. De meeste avonturen beleeft Bobo met zijn grote vriend Tjerk, zijn zusje Krabbel en de hond Frommel.

## Pluim van de maand
1984: Eerste uitreiking van de Pluim van de maand op initiatief van het tijdschrift Bobo. Pluim van de maand werd ingesteld om ouders van kinderen van 3 tot 8 jaar te helpen bij het kiezen van een prentenboek en om kinderen al vroeg kennis te laten maken met het lezen. Deze prijs werd van september 1984 t/m september 2005 uitgereikt. Van 2006 t/m 2011 nam het vaktijdschrift Leeskraam het over en noemde het de Leespluim. Van 2012 t/m 2017 werd de Pluim uitgereikt door het vaktijdschrift Kiddo, onder de naam Kiddo Leespluim. In 2018 werd het overgenomen door Sardes, een onderzoeks- en adviesbureau op het gebied van onderwijs, opvang en opvoeding. De nieuwe naam werd Sardes-Leespluim.